# Église Saint-Julien de Tsarskoïe Selo
Pour les articles homonymes, voir Église Saint-Julien.
L'église Saint-Julien est une église orthodoxe de Tsarskoïe Selo (ou Pouchkine) à côté de Saint-Pétersbourg qui fut autrefois l'église du régiment des cuirassiers de la garde. Elle se trouve 7 boulevard des cadets et dépend aujourd'hui de la paroisse de la collégiale de l'Ascension et de l'éparchie (diocèse) de Saint-Pétersbourg.

## Historique
L'église est construite dans le quartier historique de Sainte-Sophie au sud de la ville.
Le 27 février (10 mars) 1832, alors que le régiment des cuirassiers de la garde se trouve à Tsarskoïe Selo au retour de Wenden (Livonie), l'empereur Nicolas Ier assiste aux prières d'action de grâces du régiment et assiste à ses exercices militaires dans ses nouveaux quartiers. Le régiment choisit alors pour ses cérémonies la chapelle nord de la collégiale de l'Ascension.
L'année suivante, le régiment fête le centenaire de sa réformation, et prend pour patron principal non plus saint Nicolas, fêté le 9 mai, mais saint Julien de Tarse (ou d'Antioche), martyr du IVe siècle, fêté le 21 juin dans l'Église d'Orient. La question se pose à la fin du XIXe siècle de trouver au régiment une église qui lui soit propre. Le 21 juin (3 juillet) 1894, jour de la fête du régiment, le terrain, où doit se trouver la future église, est béni et une liturgie est célébrée à la collégiale de l'Ascension. La première pierre est bénite le 17 (29) septembre 1895 en présence du couple impérial qui fête à cette occasion aussi la mémoire de son mariage célébré le 14 novembre 1894.
L'église est construite sur les fonds levés par le riche marchand Ilya Kirillovitch Savinkov de la 1re guilde des marchands de Saint-Pétersbourg, et qui est aussi conseiller du commerce. Cette somme, fort importante pour l'époque, se monte à 275 000 roubles. Elle est construite par les architectes Kouritsyne et Danini. L'étage inférieur est consacré le 19 (31) juillet 1899 et l'ensemble le 19 (31) décembre 1899 (saint Jean de Cronstadt fait partie du clergé qui participe à la cérémonie), en présence de la famille impériale.
Le régiment transfert ensuite ses reliques dans la nouvelle église. 
Après la Révolution d'Octobre, l'église devient simple église paroissiale. Les autorités font ôter les aigles impériales en 1923 et en mars 1924 le comité politique du soviet de l'oblast de Léningrad ordonne la fermeture de l'église qui est effective le 2 juin 1924.

### Après 1924

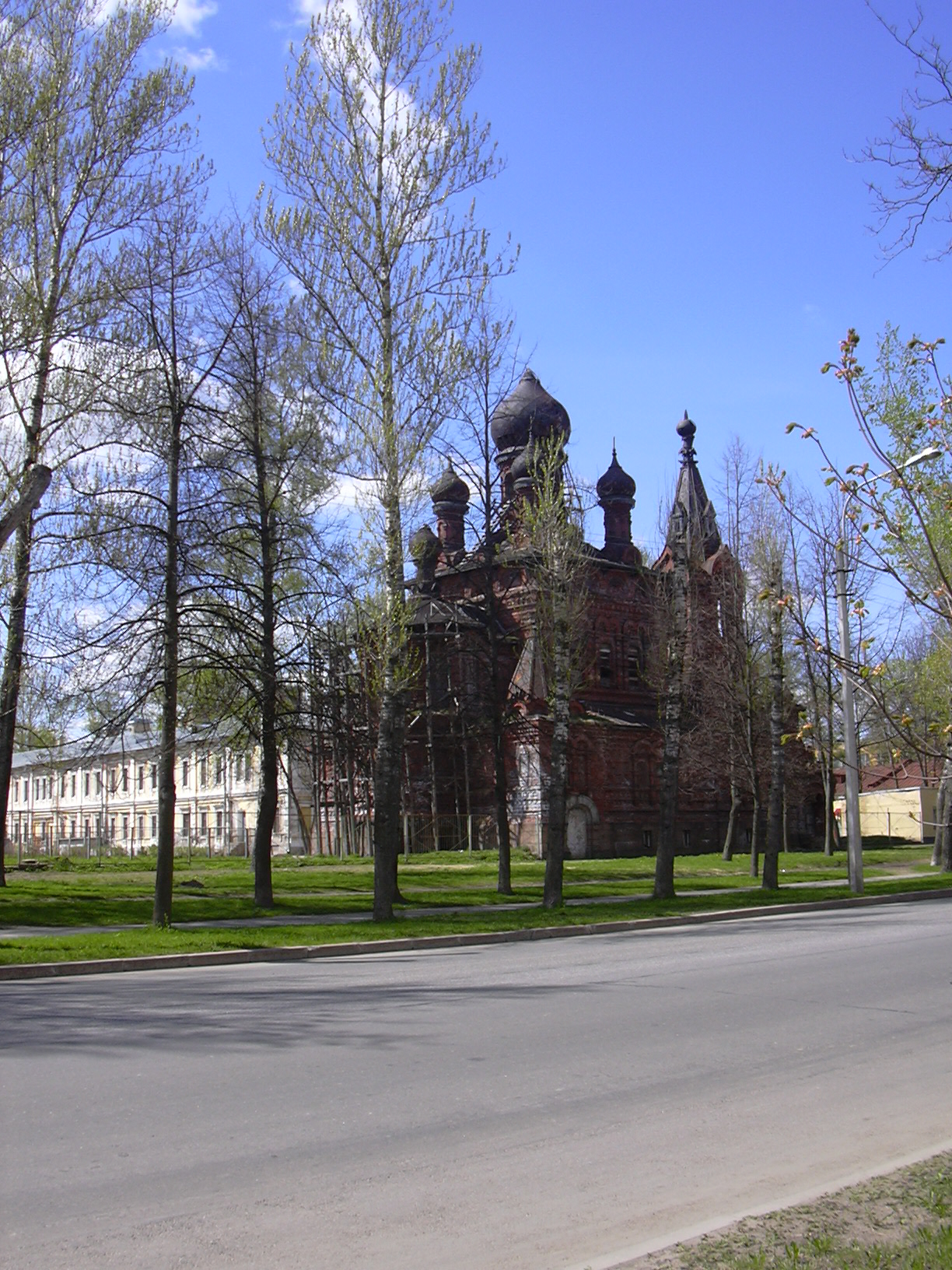
Vue de l'église en 2009

L'intérieur de l'église est vandalisé dès la fermeture, le mobilier et les objets liturgiques volés ou détruits, mais une grande partie des icônes est transférée aux musées de la ville (dénommée alors Dietskoïe Selo). L'église est aménagée pour accueillir une partie du casernement du 22e régiment de cavalerie de Voronej.
Pendant l'occupation allemande de la ville, l'ancienne église abrite la division Azùl.
Les paroissiens demandent la restitution de l'église en 1945, mais cela lui est officiellement refusé le 10 janvier 1949. L'édifice est transformé en atelier de production. Le comité politique du soviet de l'oblast de Léningrad décide de l'inscrire au patrimoine architectural en 1987 et l'église retourne au culte en 1992. Elle est rouverte après restauration en 1995.
Un projet de musée consacré à l'histoire militaire de Tsarskoïe Selo est à l'étude pour la crypte.
De nombreux trophées et reliques du régiment se trouvaient autrefois dans cette église.

## Architecture

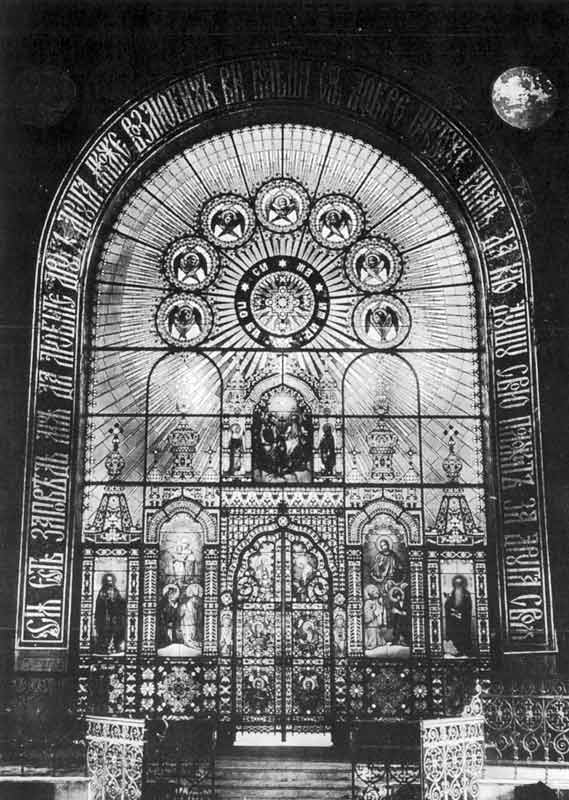
Ancienne iconostase en forme de vitrail, ce qui constituait un exemple unique à l'époque.

L'église est construite dans le style russe du XVIIe siècle et l'édifice peut accueillir neuf cents fidèles. Le clocher comporte douze cloches et surplombe une galerie d'entrée avec une porte centrale et deux portes de côté. Celle de droite était décorée d'une icône de saint Nicolas et celle de gauche d'une icône de saint Alexandre Nevsky. L'autel supérieur est consacré à saint Julien, et l'autel inférieur à saint Élie (patron du marchand Savinkov).

### Église supérieure
L'iconostase était remarquable, car elle était en vitrail. Il fut fabriqué dans les ateliers Zetler de Munich, selon des dessins du professeur Kochelev et le projet de l'architecte Kouritsyne. Un autre vitrail représentant le Christ-Sauveur se trouvait en haut sous la coupole, mais il a été détruit en 1995. Les fenêtres sud et nord étaient aussi en vitrail. Ils ont tous été détruits.

### Église inférieure
Son iconostase était en marbre blanc et l'icône de saint Élie était en mosaïques et recouverte de bronze doré.
C'est ici que furent enterrés Ilya Savinkov (1825-1900) et son épouse Élisabeth (1829-1897), dont les tombeaux sont toujours visibles. La crypte est actuellement totalement infiltrée d'eau. Un projet de restauration est à l'étude.

## Notes et références

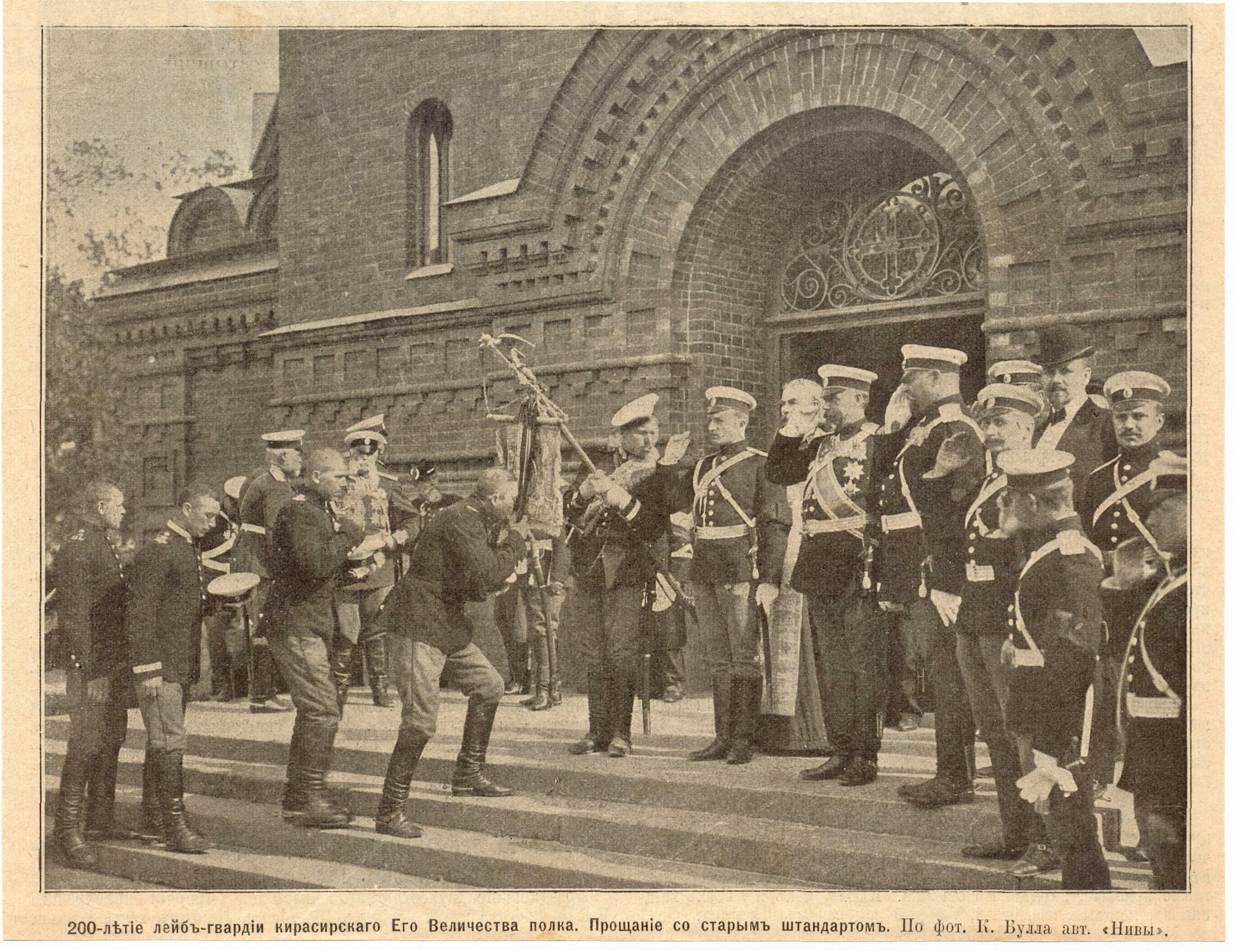
Adieux à l'étendard des cuirassiers de la garde devant l'église du régiment, photographie de Bulla (1902)